# Wilhelm Elias von Ahles

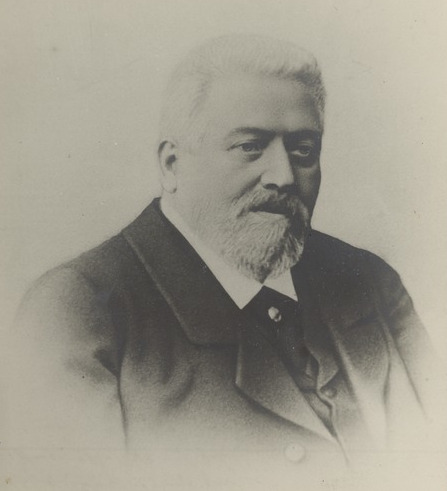
Wilhelm Elias von Ahles

Wilhelm Elias von Ahles (* 2. September 1829 in Neckarburken bei Mosbach; † 29. August 1900 in Stuttgart) war ein deutscher Botaniker.
Sein botanisches Autorenkürzel lautet „Ahles“.

## Leben
Nach dem Studium der Naturwissenschaften in Heidelberg, Zürich und Jena war Ahles zunächst als Lehrer am Gymnasium und später als Privatdozent in Heidelberg tätig. 1866 folgte er einem Ruf an die polytechnische Schule Stuttgart (ab 1890 Technische Hochschule) als Professor für Botanik und Pharmakognosie. Zusätzlich gab er Vorlesungen über Botanik an der königlich württembergischen Tierarzneischule in Stuttgart und war lange Zeit Vorstand der pharmazeutischen Prüfungskommission. Am 12. April 1876 wurde Ahles zum Mitglied der Leopoldina gewählt, erhielt 1881 das Ritterkreuz I. Klasse des Ordens der Württembergischen Krone verliehen und war 1895/96 Rektor der Technischen Hochschule. Er war außerdem Mitbegründer und Vorstand des seit 1878 bestehenden württembergischen Gartenbauvereins. 1899, im Alter von 70 Jahren, trat er von allen seinen Ämtern und Würden zurück.
Seine literarische Tätigkeit umfasste neben Beiträgen in Fachzeitschriften auch die Erneuerung von Lehrbüchern, er besorgte die 7. Auflage von Seuberts Lehrbuch der gesamten Pflanzenkunde und die 5. Auflage von Seuberts Grundriss der Botanik, und die Herausgabe von botanischen Wandtafeln.

## Ehrungen
Nach ihm ist die Flechtengattung Ahlesia Fuckel benannt.

## Werke (Auswahl)
- Vier Feinde der Landwirthschaft. Das Mutterkorn und der Rost des Getreides. Die Kartoffel- und Traubenkrankheit. (Mehlthau, Honigthau, Russthau etc.) Zugleich als Erläuterung der vier Wandtafeln der Pflanzenkrankheiten. Eugen Ulmer, Ravensburg 1874, urn:nbn:de:bvb:12-bsb11188090-0.
- Allgemein verbreitete eßbare und schädliche Pilze. Mit einigen mikroskopischen Zergliederungen und erläuterndem Text zum Gebrauche in Schule und Haus (= Unsere wichtigeren Giftgewächse mit ihren pflanzlichen Zergliederungen. II. Theil). J. F. Schreiber, Eßlingen 1876 (diglib.bis.uni-oldenburg.de).